# Poa acinaciphylla
Poa acinaciphylla är en gräsart som beskrevs av Étienne-Émile Desvaux. Poa acinaciphylla ingår i släktet gröen, och familjen gräs. Inga underarter finns listade i Catalogue of Life.